# The Rosary
he Rosary er en amerikansk stumfilm fra 1911 af R. F. Baker.

## Medvirkende
- Francis X. Bushman - Payne
- Dorothy Phillips - Ruth Martin